# 吴硕贤
吴硕贤（1947年5月17日—），漳州诏安人，中国建筑技术科学专家。
吴硕贤生于福建泉州。吴硕贤随平和工作的父母在平和育英小学就读。小学毕业后考入漳州一中。
1970年毕业于清华大学土木建筑系建筑学专业，1981年、1984年先后获清华大学硕士、博士学位。现任华南理工大学教授，华南理工大学建筑技术科学研究所所长，兼任中国建筑学会建筑物理分会副理事长，建筑声学专业委员会主任委员。2005年当选为中国科学院院士。